# Benevento
Benevento  es una ciudad italiana de 57 456 habitantes, capital de la provincia homónima, en la región de Campania. La población del área urbana alcanza los 110 000 habitantes.
Ha sido una ciudad samnita, romana, lombarda y después pontificia. Benevento cuenta con un notable patrimonio histórico, artístico y arqueológico. La iglesia de Santa Sofía, edificada en el 760 por el duque lombardo Arechis II, ha entrado a formar parte del Patrimonio de la Humanidad de la Unesco dentro de la lista "Lombardos en Italia: los lugares de poder (568-774 d. C.)".

## Toponimia
El nombre original de la población era Maloenton,  derivado del nombre osco de la población: Malies, atestiguado en monedas locales del siglo IV a. C. El genitivo de Malies es Maloenton, pero a causa de la confusión de la terminación entes con iontos (genitivo del participio presente de iènai = venir) por iotacismo, los romanos lo interpretaron como «malum eventum». A fin de conjurar el mal augurio del topónimo, lo renombraron Beneventum, que en latín significa «buen suceso», en 268 a. C., después de la derrota de Pirro.
Malies puede ser una forma de Malon, palabra dórica que designa un rebaño, de ovejas o cabras, o bien de mallos: vellón. Otra hipótesis ve el origen del nombre en uno de los emblemas samnitas, el toro, puesto que el poeta griego Teócrito llama Malon al toro . Investigaciones más recientes, sugieren una raíz preindoeuropea que significa «montaña».
Beneventum,  se convirtió en Benevento en italiano (AFI: [beneˈvɛnto])  o Beneviénte en dialecto beneventano.

## Geografía física

### Territorio

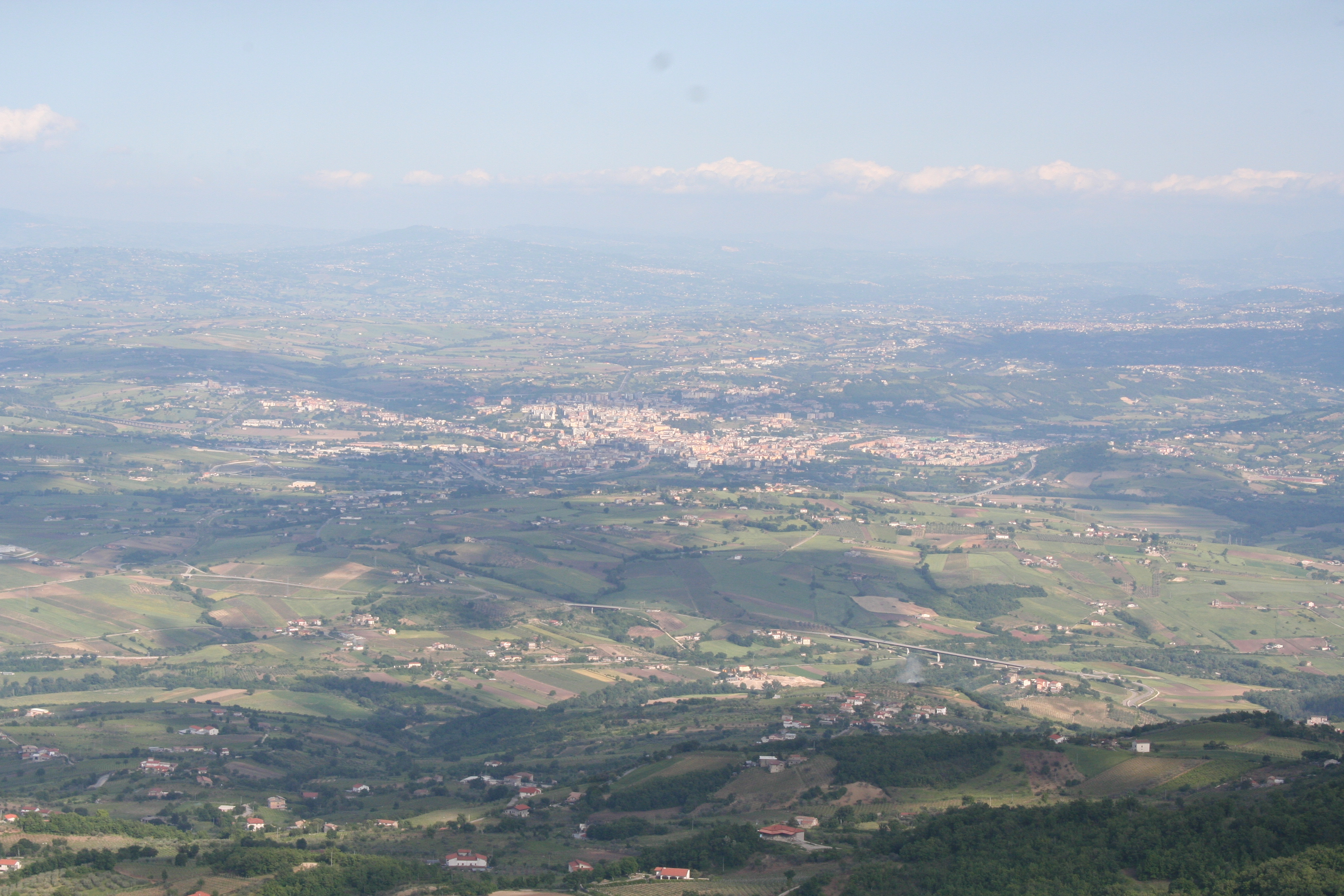
Vista de la ciudad y su territorio

La ciudad se encuentra en el interior apenínico de Campania, en la parte meridional de la región histórica del Samnio, en una posición casi equidistante de los mares Tirreno y Adriático.
Se ubica en una cuenca rodeada de colinas; al oeste en particular, sobre el Valle Vitulanese, se encuentra el macizo del Taburno Camposauro: sus picos, vistas desde la ciudad, dibujan el perfil de una mujer tendida, la Dormiente del Sannio.
Desde la parte más alta de la ciudad se pueden ver las cimas del Monte Mutria del macizo Matese al noroeste, la alta cortina del Partenio con el monte Avella al sur, el estéril Trimunzio montecalvese al sudeste y los apéndices de los Montes Daunos al este.
La ciudad es atravesada por dos ríos: el Calore, afluente del Volturno, y el Sabato, que confluye en el Calore en el distrito Pantano, al oeste del centro.
El territorio en el cual se extiende la ciudad es bastante ondulado. Su centro se encuentra sobre una colina en medio del valle, y algunos barrios surgen sobre otras colinas circundantes. La altura media sobre el nivel del mar es de aproximadamente 135 metros, con una mínima de 80 metros y una altura máxima de 495 metros, representando una diferencia de 415 metros.

### Clima
Benevento posee un clima más sensiblemente continental que los de tipo marítimo, casertano o napolitano. En el semestre invernal la temperatura en general es más baja; las lluvias son relativamente frecuentes, así como las nieblas, salmuera, y, a veces, heladas (con temperaturas por debajo de 0 °C). Las corrientes perturbadas provenientes del mar Tirreno en Irpinia los primeros baluartes apenínicos (el Partenio), tras el cual tiene una cara de sombra pluviométrica: así Benevento, en los empeoramientos de los cuadrantes occidentales (es decir, la casi totalidad de los empeoramientos en Campania) recibe una cantidad de lluvia muy inferior respecto a las otras zonas de Campania más lluviosas, como la baja Irpinia y el Salernitano.
Benevento posee un clima de tipo semi continental, con temperatura media anual de 15,8 °C. La temperatura media del mes más frío (enero) es de 7,1 °C, siendo la del mes más cálido (agosto) de 24,7 °C. En invierno, se verifican, raramente, nevadas.
La temperatura más alta registrada en la ciudad fue de 42 °C el 18 de julio de 1884. La humedad en el período invernal es de media del 72 % y en el estival del 57 %.
| Parámetros climáticos promedio de Benevento, Italia | Parámetros climáticos promedio de Benevento, Italia | Parámetros climáticos promedio de Benevento, Italia | Parámetros climáticos promedio de Benevento, Italia | Parámetros climáticos promedio de Benevento, Italia | Parámetros climáticos promedio de Benevento, Italia | Parámetros climáticos promedio de Benevento, Italia | Parámetros climáticos promedio de Benevento, Italia | Parámetros climáticos promedio de Benevento, Italia | Parámetros climáticos promedio de Benevento, Italia | Parámetros climáticos promedio de Benevento, Italia | Parámetros climáticos promedio de Benevento, Italia | Parámetros climáticos promedio de Benevento, Italia | Parámetros climáticos promedio de Benevento, Italia |
| Mes                                                 | Ene.                                                | Feb.                                                | Mar.                                                | Abr.                                                | May.                                                | Jun.                                                | Jul.                                                | Ago.                                                | Sep.                                                | Oct.                                                | Nov.                                                | Dic.                                                | Anual                                               |
| --------------------------------------------------- | --------------------------------------------------- | --------------------------------------------------- | --------------------------------------------------- | --------------------------------------------------- | --------------------------------------------------- | --------------------------------------------------- | --------------------------------------------------- | --------------------------------------------------- | --------------------------------------------------- | --------------------------------------------------- | --------------------------------------------------- | --------------------------------------------------- | --------------------------------------------------- |
| Temp. máx. abs. (°C)                                | 18.2                                                | 21.3                                                | 25.6                                                | 30.1                                                | 32.4                                                | 39.7                                                | 41.2                                                | 41.9                                                | 33.6                                                | 28.2                                                | 24.5                                                | 21.7                                                | 41.9                                                |
| Temp. máx. media (°C)                               | 14.3                                                | 17.8                                                | 21.3                                                | 24.6                                                | 28.5                                                | 33.4                                                | 35.6                                                | 37.1                                                | 32.1                                                | 25.4                                                | 20.8                                                | 18.6                                                | 23.2                                                |
| Temp. media (°C)                                    | 9.6                                                 | 10.3                                                | 13.4                                                | 18.1                                                | 24.7                                                | 24.9                                                | 25.3                                                | 25.6                                                | 24.8                                                | 22.6                                                | 19.7                                                | 14.5                                                | 12.9                                                |
| Temp. mín. media (°C)                               | 0.1                                                 | 1.2                                                 | 5.4                                                 | 10.7                                                | 13.4                                                | 15.6                                                | 16.4                                                | 16.2                                                | 11.2                                                | 8.6                                                 | 5.4                                                 | 1.5                                                 | −6.6                                                |
| Temp. mín. abs. (°C)                                | −3.2                                                | −6.6                                                | −1.1                                                | 4.0                                                 | 8.5                                                 | 12.3                                                | 13.6                                                | 11.4                                                | 8.6                                                 | 7.2                                                 | 3.2                                                 | −2.4                                                | −6.6                                                |
| Lluvias (mm)                                        | 42                                                  | 46                                                  | 21                                                  | 57                                                  | 22                                                  | 6                                                   | 9                                                   | 8                                                   | 12                                                  | 57                                                  | 54                                                  | 62                                                  | 396                                                 |
| Nevadas (cm)                                        | 27                                                  | 32                                                  | 6                                                   | 0                                                   | 0                                                   | 0                                                   | 0                                                   | 0                                                   | 0                                                   | 0                                                   | 0                                                   | 19                                                  | 84                                                  |
| Días de lluvias (≥ 1 mm)                            | 8                                                   | 11                                                  | 12                                                  | 15                                                  | 14                                                  | 6                                                   | 9                                                   | 2                                                   | 13                                                  | 22                                                  | 23                                                  | 14                                                  | 149                                                 |
| Días de nevadas (≥ 1 mm)                            | 6                                                   | 5                                                   | 2                                                   | 0                                                   | 0                                                   | 0                                                   | 0                                                   | 0                                                   | 0                                                   | 0                                                   | 0                                                   | 3                                                   | 16                                                  |
| [cita requerida]                                    |                                                     |                                                     |                                                     |                                                     |                                                     |                                                     |                                                     |                                                     |                                                     |                                                     |                                                     |                                                     |                                                     |

## Historia

### Fundación

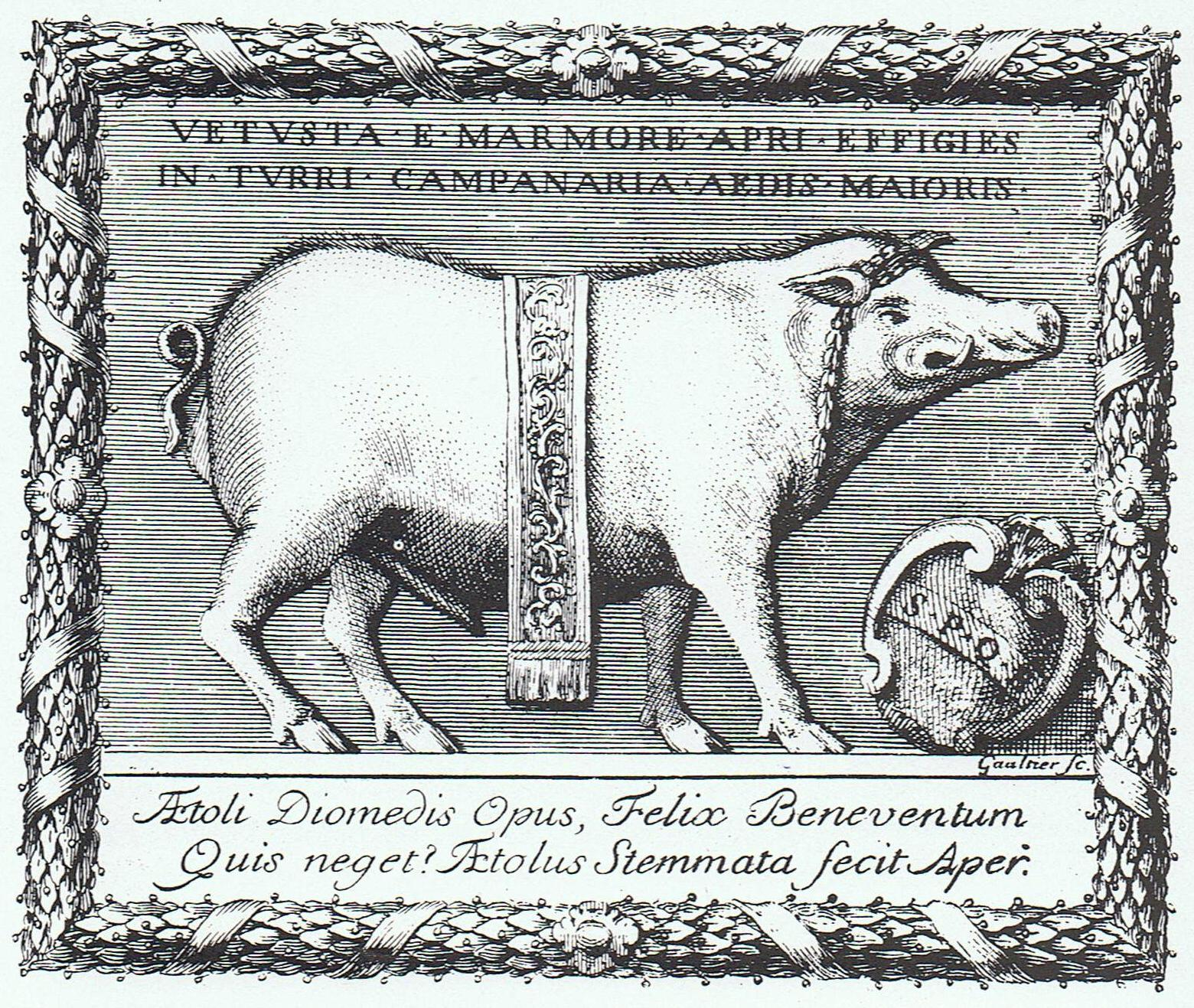
El jabalí de Caledonia en un grabado del

La fundación legendaria de Benevento está ligada a la figura mitológica de Diomedes, aqueo recordado en la Ilíada y la Odisea por sus proezas. Según el mito, Diomedes, víctima de una infidelidad conyugal, se vio obligado a dejar su patria para establecerse en Italia, donde ayudó al rey Dauno en su guerra contra los mesapios. Tras la victoria, el rey le negó el premio prometido (una parte del reino) pero Diomedes insistió, reclamando su derecho, junto con la mano de Evippe, hija de Dauno. Finalmente, el héroe aqueo tomó posesión de su parte del reino al fundar la ciudad de Arpi, luego llamada Maloenton. Aunque Sexto Pompeyo Festo atribuye al rey Ausonio, la fuindación de Arpi.
La versión beneventana del mito la da Procopio de Cesarea (siglo VI) quien afirma que «la ciudad fue fundada por Diomedes hijo de Tideo. Como señal de reconocimiento dejó a la ciudad los colmillos del jabalí de Caledonia que su tío Meleagro había matado como trofeo de caza: todavía están allí y son un espectáculo para la vista, con esa forma de media luna y con esa longitud de no menos de tres palmos ".
El jabalí de Caledonia mencionado en la leyenda,  se convirtió en el símbolo de Benevento, en la época medieval.

### La era prerromana
La posición estratégica y las condiciones ambientales de la zona han sido motivo de fuerte atracción para las poblaciones de diversas épocas. Se han encontrado vestigios de asentamientos atribuibles al Neolítico, una necrópolis orientalizante  y artefactos de cerámica y bronce de los siglos VIII-VII a. C.
Una fase posterior de la historia de Benevento está ligada a los samnitas. No se sabe con certeza a qué tribu samnita pertenecía el territorio, pero es plausible que fuera a los irpini. En este período la presencia humana fue inicialmente de tipo rural, con unas pocas aldeas dispersas basadas en una economía agropastoril. A partir del siglo IV a. C. se desarrolló un asentamiento más organizado, de tipo protourbano y en una mejor posición.

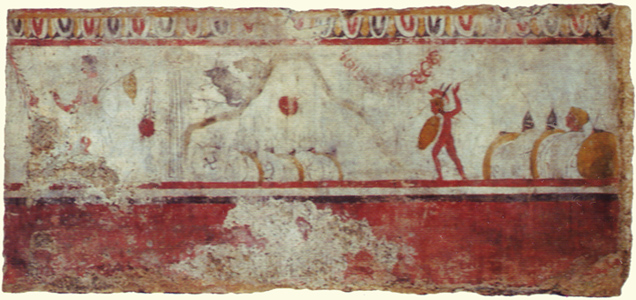
La batalla de las Horcas Caudinas (321 a. C.)

El país samnita fue escenario de tres guerras contra los romanos. La primera guerra samnita (354 a. C.-330 a. C. aproximadamente) sancionó la sumisión definitiva del Lacio al poder romano, pero no del área samnita.
La segunda guerra samnita (327 a. C.-304 a. C. aproximadamente) constituyó el primer enfrentamiento real entre el poder naciente y los samnitas, que se resolvió a favor de estos últimos. Los romanos intentaron hacer la guerra desde Capua hasta Benevento, pero una astuta estratagema samnita logró bloquear las tropas romanas en Caudium. Una vez atrapados, los soldados romanos se vieron obligados a pasar por debajo de las Horcas Caudinas, un arco formado por lanzas enemigas de forma que obligaban a cada soldado a doblar la espalda para pasar. Los samnitas, inmediatamente después de la victoria, incitaron a las demás poblaciones itálicas del centro y sur de Italia contra los romanos, dando origen a la tercera guerra samnita (298 a. C.-290 a. C. aproximadamente). Esta vez, sin embargo, fueron los romanos quienes vencieron, derrotando uno por uno a todos los aliados de los samnitas y obligándolos finalmente a un tratado de paz alrededor del 290 a. Maleventum parece haber sido tomada por los romanos, aunque se desconoce la ocasión precisa. Ciertamente, estuvo en sus manos en el 275 a. C., cuando finalmente domaron a los enemigos tras la victoria sobre Pirro, rey de Epiro, justo en esa ciudad.

### Los Romanos
En el 268 a. C., Benevento se convirtió definitivamente en colonia romana con los derechos de las ciudades latinas. Durante la segunda guerra púnica fue utilizada por los generales romanos como importante puesto, dada su proximidad a Campania, y su importancia como fortaleza. En sus inmediaciones se produjeron dos de las acciones más decisivas de la guerra: la batalla de Benevento (214 a. C.), en la que el general cartaginés Hannón fue derrotado por Tiberio Graco; la otra en 212 a. C., cuando el campamento de Hanón, en el que había acumulado una gran cantidad de cereales y otras provisiones, fue atacado y tomado por el cónsul romano Quinto Fulvio Flaco. A pesar de que su territorio había sido desolado varias veces por los cartagineses, Beneventum fue una de las dieciocho colonias latinas que en el 209 a. pudieron proporcionar de inmediato la cuota de hombres y dinero necesarios para continuar la guerra.
No se menciona a Benevento durante la guerra social (91-88 a. C.); parece que había escapado a las calamidades que en ese momento afligieron a muchas ciudades samnitas y hacia el final de la República Romana se hablaba de ella como una ciudad bastante opulenta , situada en la intersección de la Vía Apia y la Vía Minucia (la futura Vía Trajana).

### Edad Media

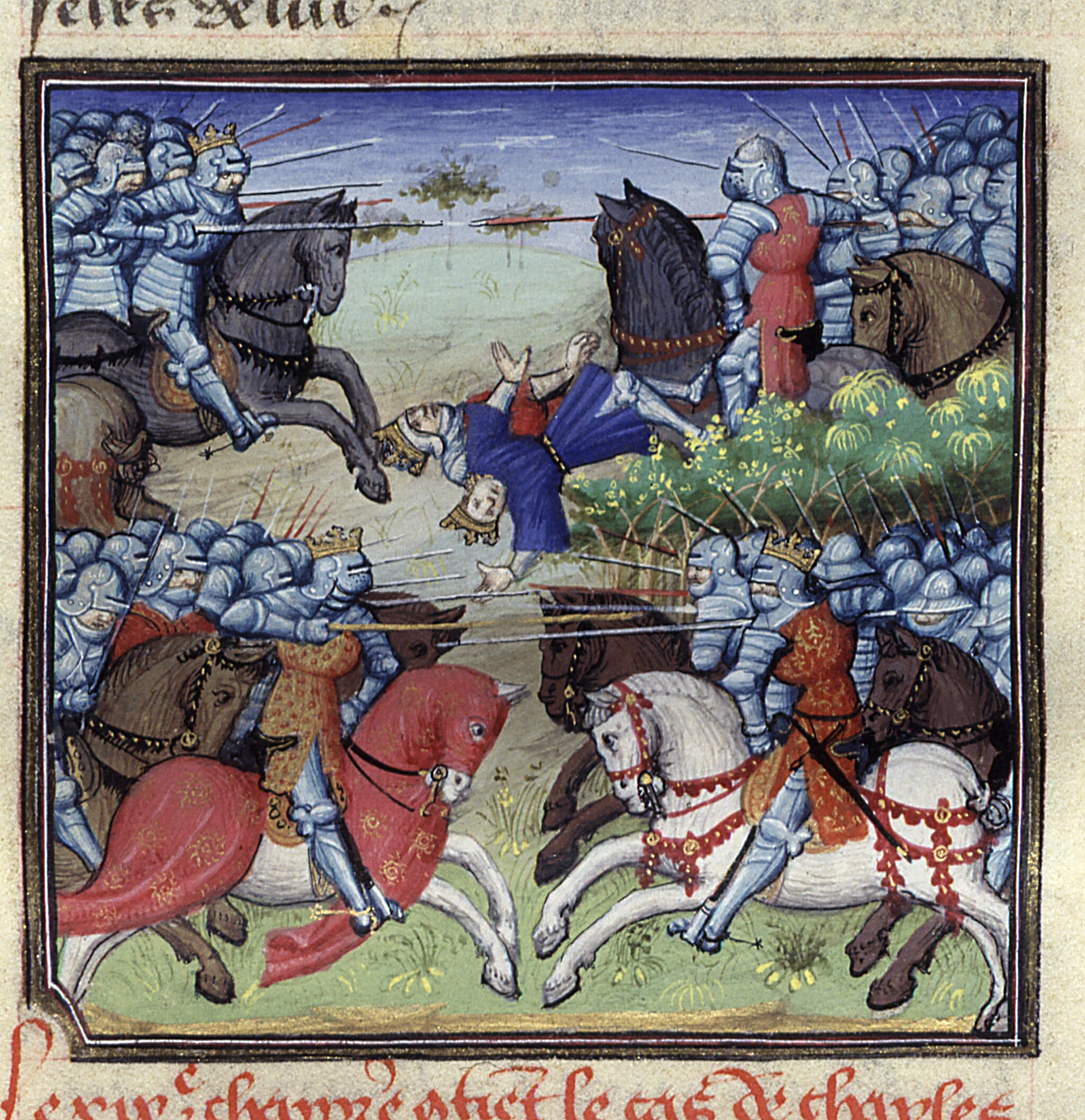
La batalla de Benevento (1266)

Constituyó un ducado longobardo, luego principado hacia el siglo VI, la extrema propagación meridional del dominio longobardo en Italia y junto al Ducado de Spoleto constituyeron la llamada Langobardia Minor, el único de los territorios longobardos en mantener de facto la propia independencia por casi trescientos años, más allá de la división de sus territorios en el 851.
El complejo monumental que se articula alrededor de la iglesia de Santa Sofía, fundada por el duque Arechis II alrededor de 760, es parte de un grupo de siete sitios conocidos como «Centros de poder de los longobardos en Italia (568-774 d. C.)», declarado Patrimonio de la Humanidad por la Unesco el 25 de junio de 2011.

### Símbolos
El escudo de la ciudad, otorgado por D.P.R. del 27 de diciembre de 1990, tiene el siguiente blasón:

escudo eneagonal en cabeza de caballo, en cuartos de color rojo y plata, en la cabeza de oro, con el jabalí al natural, de pie sobre la línea de partición, con cinturón rojo. El escudo está coronado con la corona de príncipe; bajo el escudo, sobre lista bífida y revoloteando de color oro, la sigla S.P.Q.B. en la primera línea, las palabras CONCORDES IN UNUM en la segunda línea, siglas y palabras en letras mayúsculas de color negro.

El estandarte se compone de un paño de color rojo, mientras que la bandera de la ciudad, que incorpora el esmalte del blasón cívico, es un tricolor amarillo, blanco y rojo.

## Demografía
| Gráfica de evolución demográfica de Benevento entre 1861 y 2011 |
|                                                                 |
| Fuente ISTAT - elaboración gráfica de Wikipedia                 |

## Monumentos y lugares de interés
La importancia de Benevento en la época clásica viene acreditada a través de los muchos restos de la Antigüedad que posee, de los que el más famoso es el arco triunfal erigido en honor de Trajano por el Senado y el pueblo de Roma en 114, con importantes relieves relacionados con su historia. Cerrado en las murallas, esta construcción marcaba la entrada a Benevento por la vía Trajana, la calzada construida por el emperador hispano para acortar el camino entre Roma y Bríndisi.

### Arco de Trajano
De todos los arcos del triunfo de la Antigüedad, este de Benevento en honor a Trajano era el más noble a juicio de los intendentes; y por la región, que superaba todos los otros en excelencia, y belleza del trabajo, como el oro supera los otros metales, le fue dado el nombre de Porta Aurea que todavía conserva.
(Cardenal Domenico Bartolini)

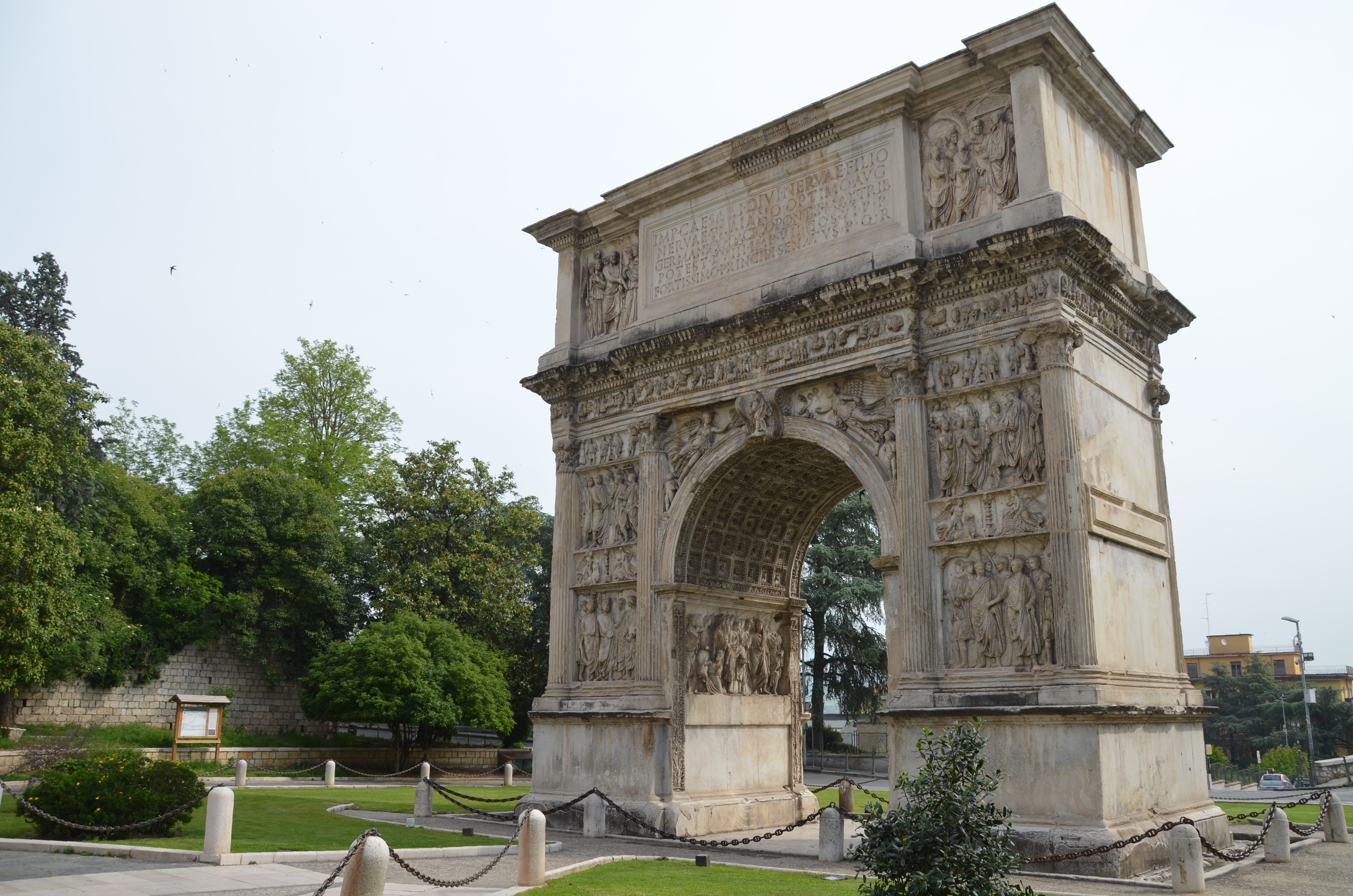
Arco de Trajano.

Se trata de no solo el monumento más importante de la ciudad, sino uno de los mejores ejemplos del arte de la época del emperador Trajano y el más insigne arco honorífico romano. Posee un único arco. Fue erigido, como se describe en el ático de los dos frente, por el Senado y el pueblo de Roma en el año 114 en el inicio de la nueva Vía Trajana, para recordar y exaltar el gobierno del Optimus princeps, y finalizado en el 117. Los pilones están decorados con bajorrelieves; en particular la cara de los pilones frente a la ciudad presenta escenas de paz, la otra escenas militares.
El arco se insertó durante la Edad Media en la muralla de la ciudad, constituyendo la Porta Aurea. Su altura es de 15,60 metros, siendo el arco interno de más de 8 metros, poseyendo una estructura de piedra caliza y un revestimiento de mármol.
Giovanni de Nicastro comenta lo siguiente en 1723:

Deberíase el Arco admirar precisamente porque en todos se admiran los grandes huesos de los gigantes, deberíase revivir con el asombro y casi adorar con el silencio. Debe considerarse que a lo mejor esta gran mole no estuvo nunca en tal veneración como se es en el presente, de hecho, ella será siempre más venerable y venerada en los siglos venideros.

### Teatro romano

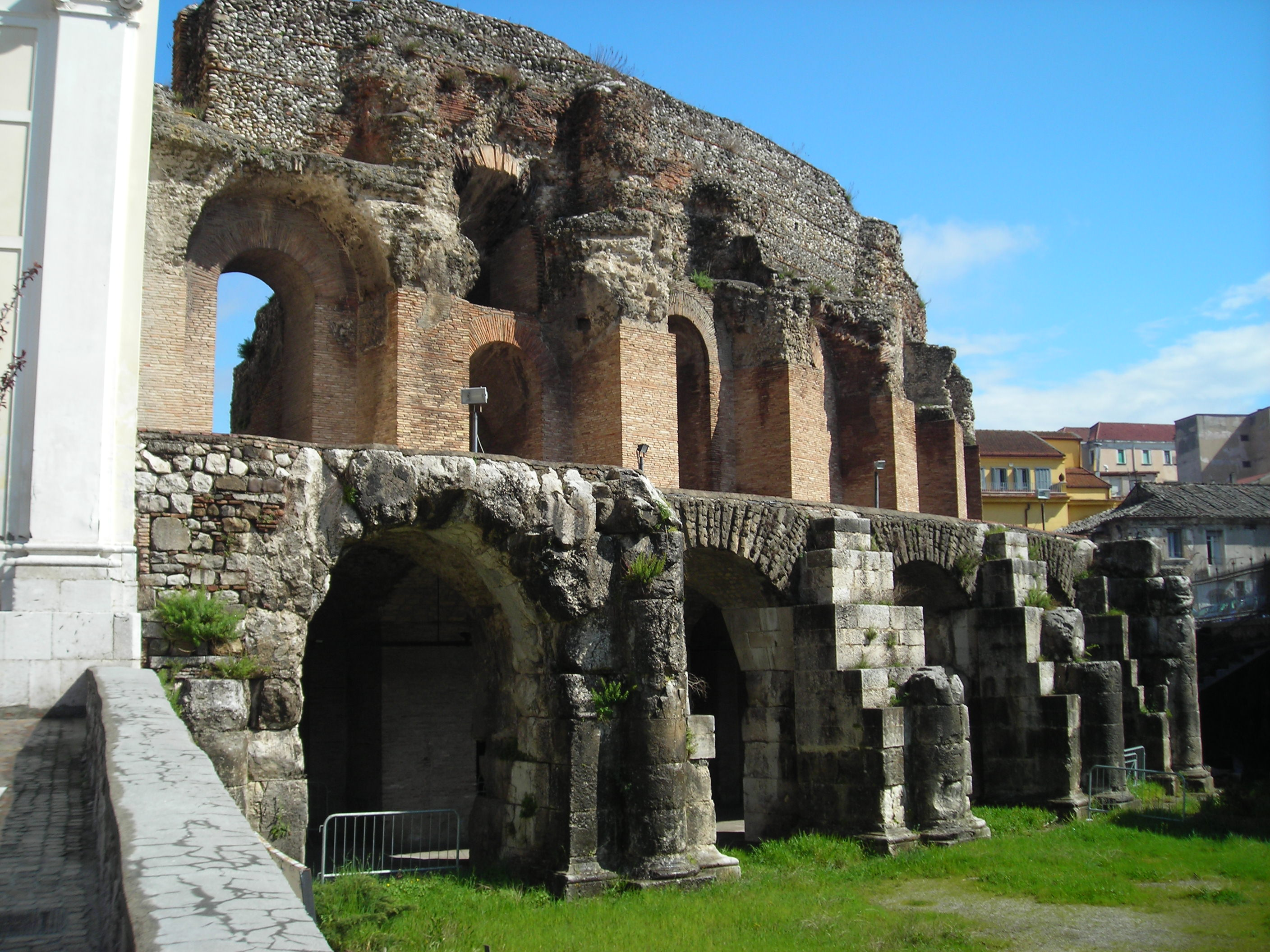
Teatro romano.

Fue edificado cerca del cardo maximus de la ciudad antigua. Inaugurado entre los años 125 y 128 d. C. por el emperador Adriano, representa el típico modelo de teatro romano del período imperial. El teatro tiene una planta semicircular con un diámetro de 90 metros: originalmente podría albergar unos 10 000-15 000 espectadores. El exterior tenía 25 arcadas en tres órdenes, de las cuales solo queda la inferior, con columnas toscanas (estas daban acceso al interior alternativamente a través de pasillos y escaleras), y parte de la segunda.
La cávea es la parte mejor conservada. La gran escena cuenta con restos de tres puertas monumentales que conducían a la orchestra; a su lado están los restos de los párodos, de los cuales el derecho ha mantenido el mosaico del pavimento y las paredes de mármol policromadas, que probablemente caracterizaban la mayor parte del teatro. Sobre esta sala, en el siglo XVIII, se construyó la pequeña iglesia de Santa María de la Verdad. Detrás de la escena, tres escaleras conducían a un nivel inferior, que quizás se utilizaba como entrada de los artistas. El callejón de entrada está decorado con máscaras similares a las utilizadas por los actores.

### Rocca dei Rettori

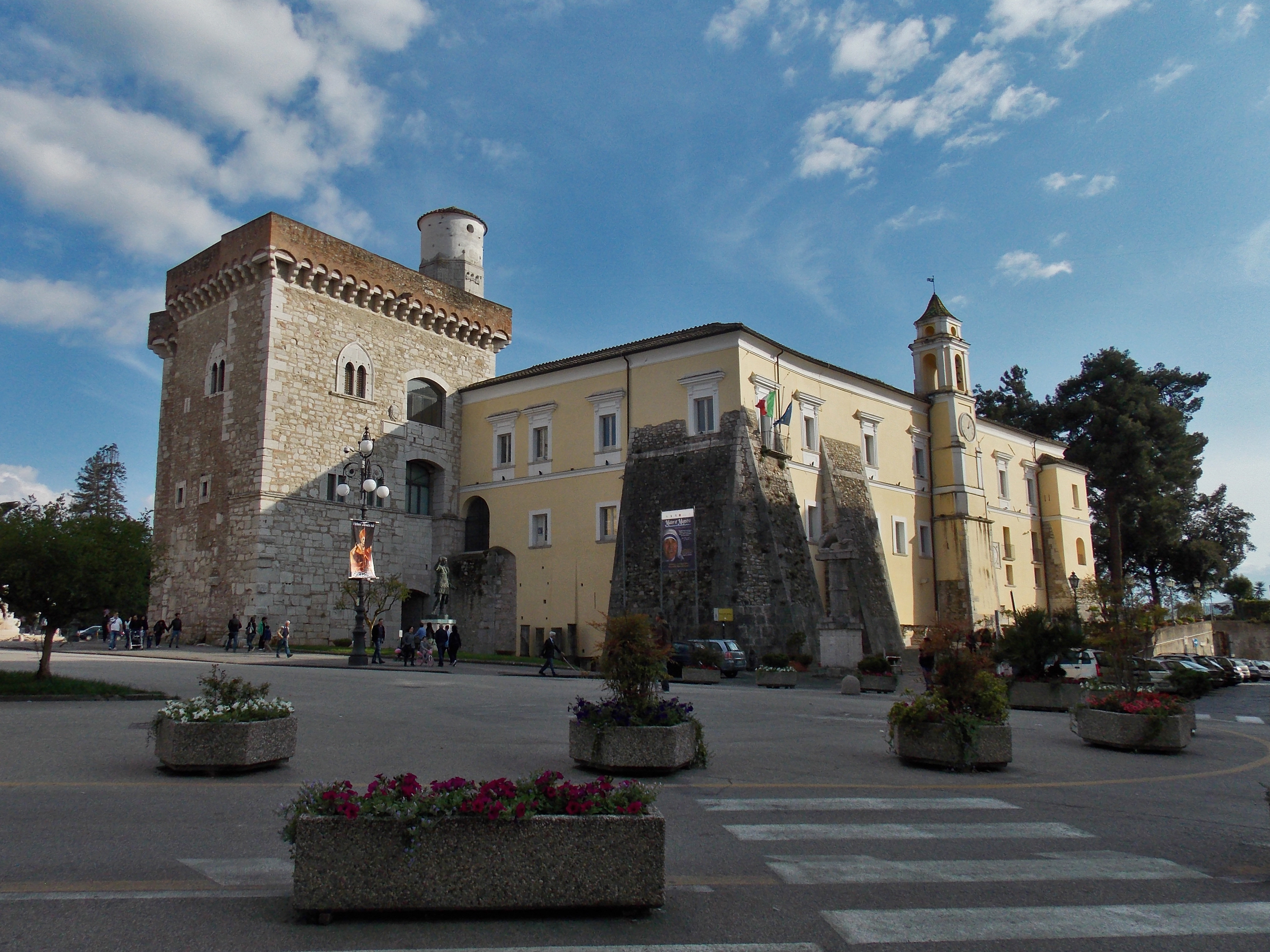
Rocca dei Rettori

Ubicado en el punto más elevado del casco antiguo de la ciudad, el aspecto actual de este castillo es el resultado de numerosas renovaciones y adiciones a lo largo de los siglos. Se compone de dos cuerpos principales: el Torrione (torreón), construido por los Longobardos, es el único resto visible de la fortaleza original, aunque ha sido restaurado varias veces, hasta que en el siglo XV adquirió la apariencia actual (y, por eso, conocido como Castrum novum, "Castillo Nuevo"). Tiene una elevación de 28 metros. Las paredes incluyen fragmentos de edificios romanos (especialmente en el lado oriental) y tiene ventanas ojivales con doble parteluz. La terraza tiene dos torretas. Actualmente, el Torrione alberga el departamento de Historia del Museo del Samnio.
El otro cuerpo principal de la fortaleza es el Palazzo dei Governatori Pontifici (Palacio de los Gobernadores Pontificios, o Rectores). La entrada principal se ubica en el lado este, con una escalera que conduce a un jardín trasero que está en un nivel superior que la carretera cercana. El palacio tiene un plano rectangular, con tres plantas y un patio interior. Incluye elementos antiguos (la barbacanas) y modernos (las ventanas enmarcadas y la columnata). El piso más bajo está ocupado por las celdas, con una gran escalera que conduce a la planta superior. Tiene amplios salones con techos de madera y decoraciones (a menudo florales) del siglo XVIII.

### Edificios religiosos principales

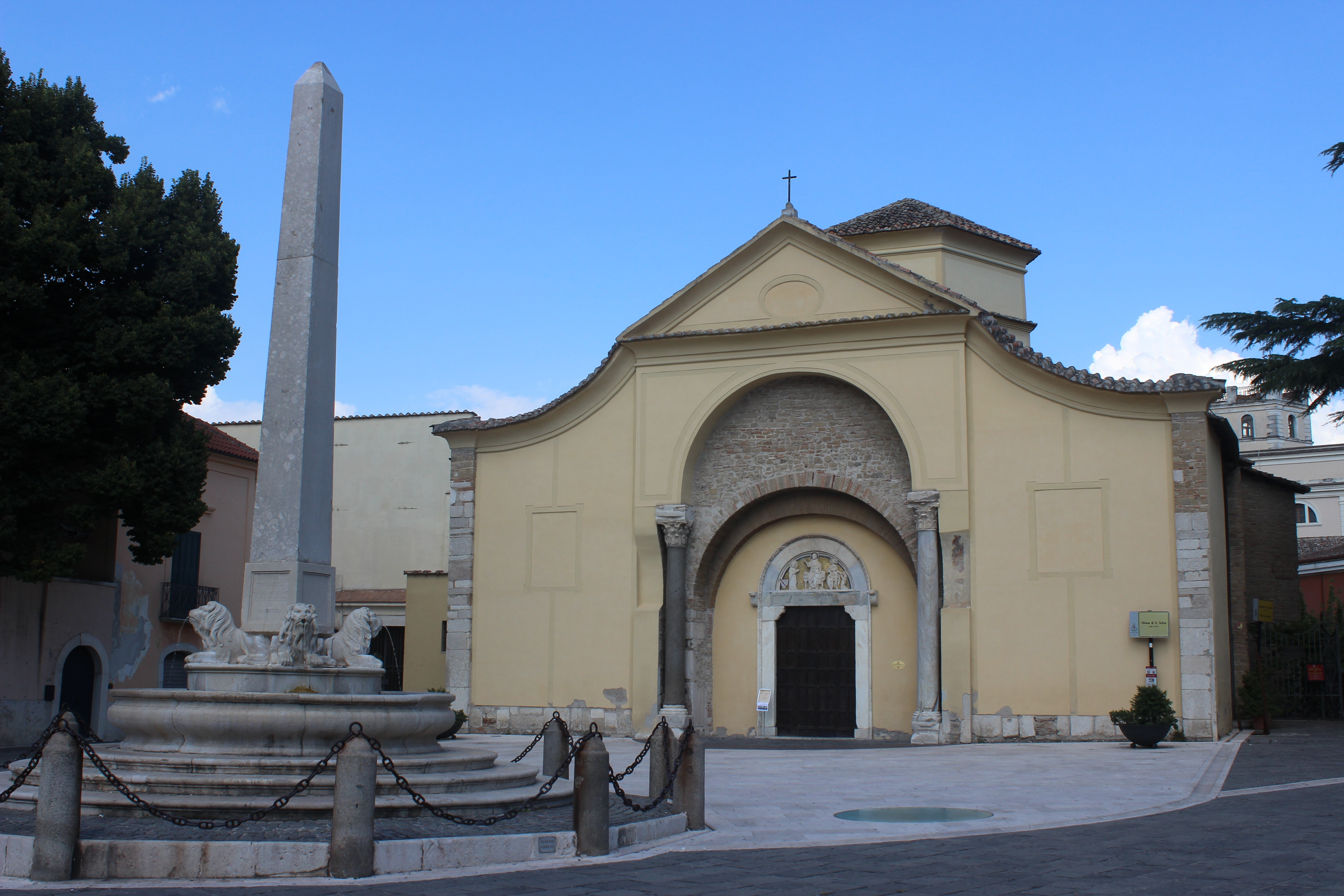
Santa Sofía

- Iglesia de Santa Sofía: edificio longobardo de alrededor del año 760, de pequeñas proporciones: se puede circunscribir con una circunferencia de 23,5 m de diámetro. Es una de las iglesias más importantes de Langobardia minor que ha llegado hasta nuestros días, destacando sobre todo por su original planta estrellada y la inusual disposición de pilares y columnas. Restaurado en forma barroca tras el terremoto de 1688, fue posteriormente restaurado a su forma original en 1951. Conectado a la iglesia, se encuentra un monasterio que fue uno de los centros culturales más importantes de la época longobarda, del cual es interesante el claustro (reconstruido en el siglo XII); hoy alberga el Museo del Samnio. El campanario de la iglesia, situado a la entrada de la plaza homónima, data del siglo XVIII. En 2011, el complejo religioso fue declarado Patrimonio de la Humanidad como parte del grupo de siete bienes inscritos como Centros de poder de los longobardos en Italia (568-774 d. C.)[12]

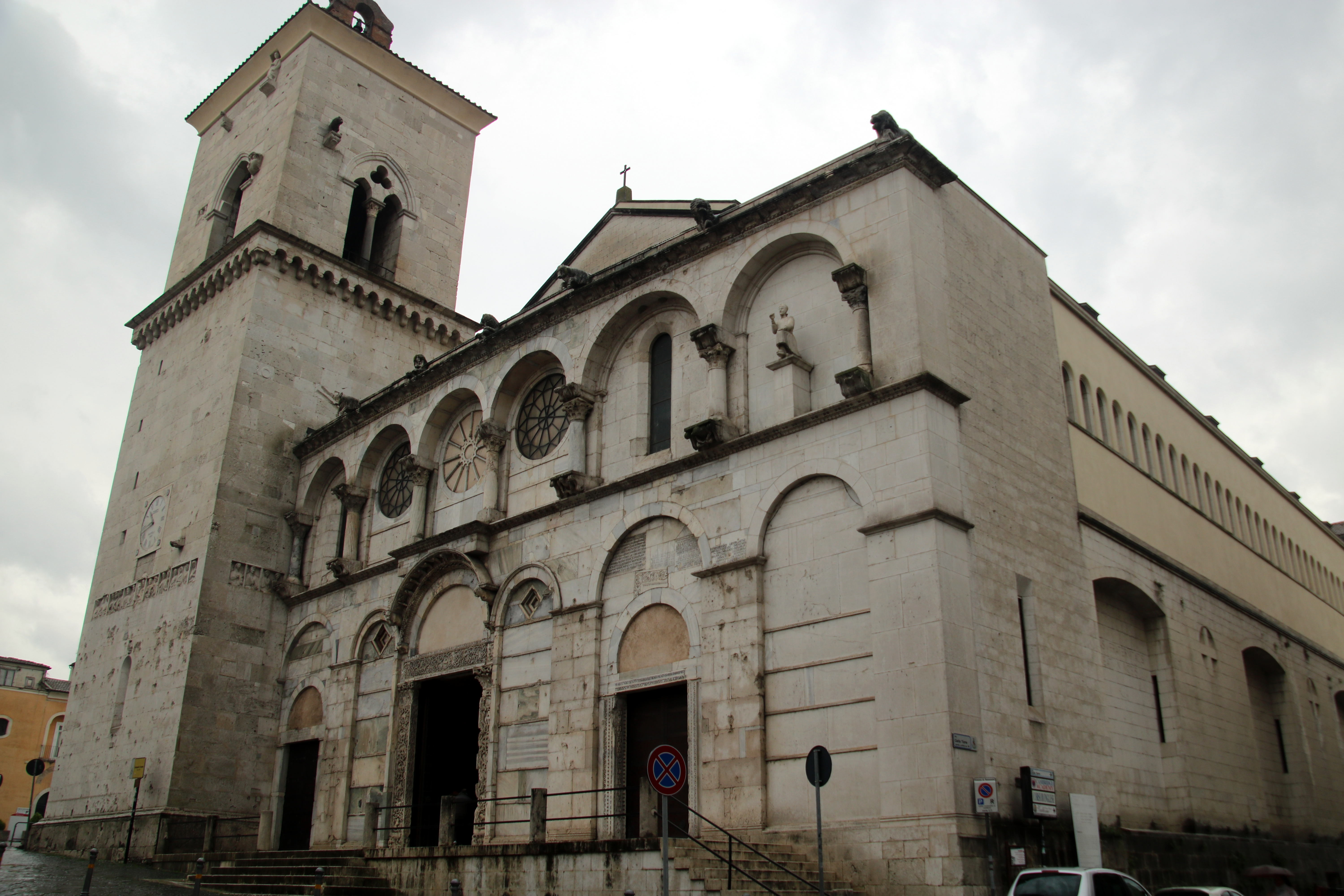
Catedral

- Catedral de la Asunción de Nuestra Señora al Cielo: construida en el año 780, fue ampliada en el siglo XII; la fachada de estilo románico pisano, con tres portales, coronada por un orden de arcadas y una logia, data de esa época. El majestuoso campanario gótico data de 1280. En el siglo XVIII, la catedral se enriqueció aún más. Fue destruida casi por completo durante los bombardeos aliados en 1943: del edificio, solamente quedaron el campanario, la fachada y la cripta con sus frescos. Otro importante vestigio de la antigua catedral es la puerta de bronce del siglo XII, la Janua Major, compuesta por 72 paneles con bajorrelieves, cuyos fragmentos fueron hábilmente recompuestos después de la Segunda Guerra Mundial. El edificio actual, de aspecto moderno, se terminó de construir en 1965 y se restauró posteriormente entre 2005 y 2012: en esta ocasión, se habilitó un camino subterráneo entre los restos del foro romano, sobre el que se había construido el edificio de culto.
- Monasterio de San Victorino: fue un monasterio femenino benedictino, fundado hacia el año 910. Las estructuras arquitectónicas del monasterio sufrieron continuas adiciones y estratificaciones a lo largo de los siglos. El monasterio fue suprimido en 1806 y hoy el conjunto monumental está repartido entre la Universidad del Samnio, el Conservatorio Nicola Sala y particulares.

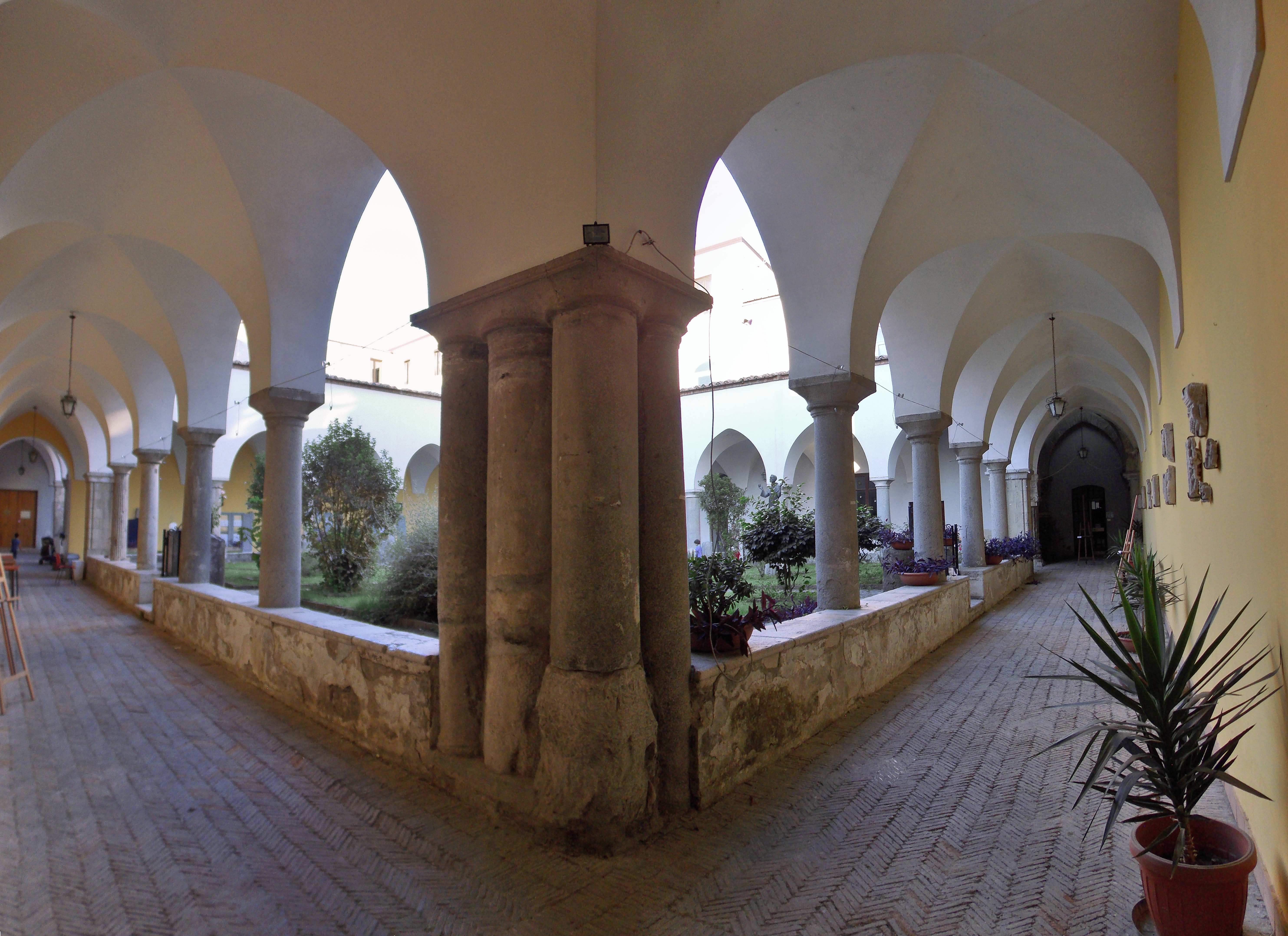
Columnas romanas en el claustro grande del Convento de San Francisco de Asís

- Iglesia y convento de San Francisco de Asís: el complejo se levantó entre los siglos XIII y XIV en el emplazamiento de la iglesia longobarda de San Costanzo. El convento y la iglesia, de estilo gótico aunque remodelados, conservan varios frescos, fechados entre los siglos XI y XV.

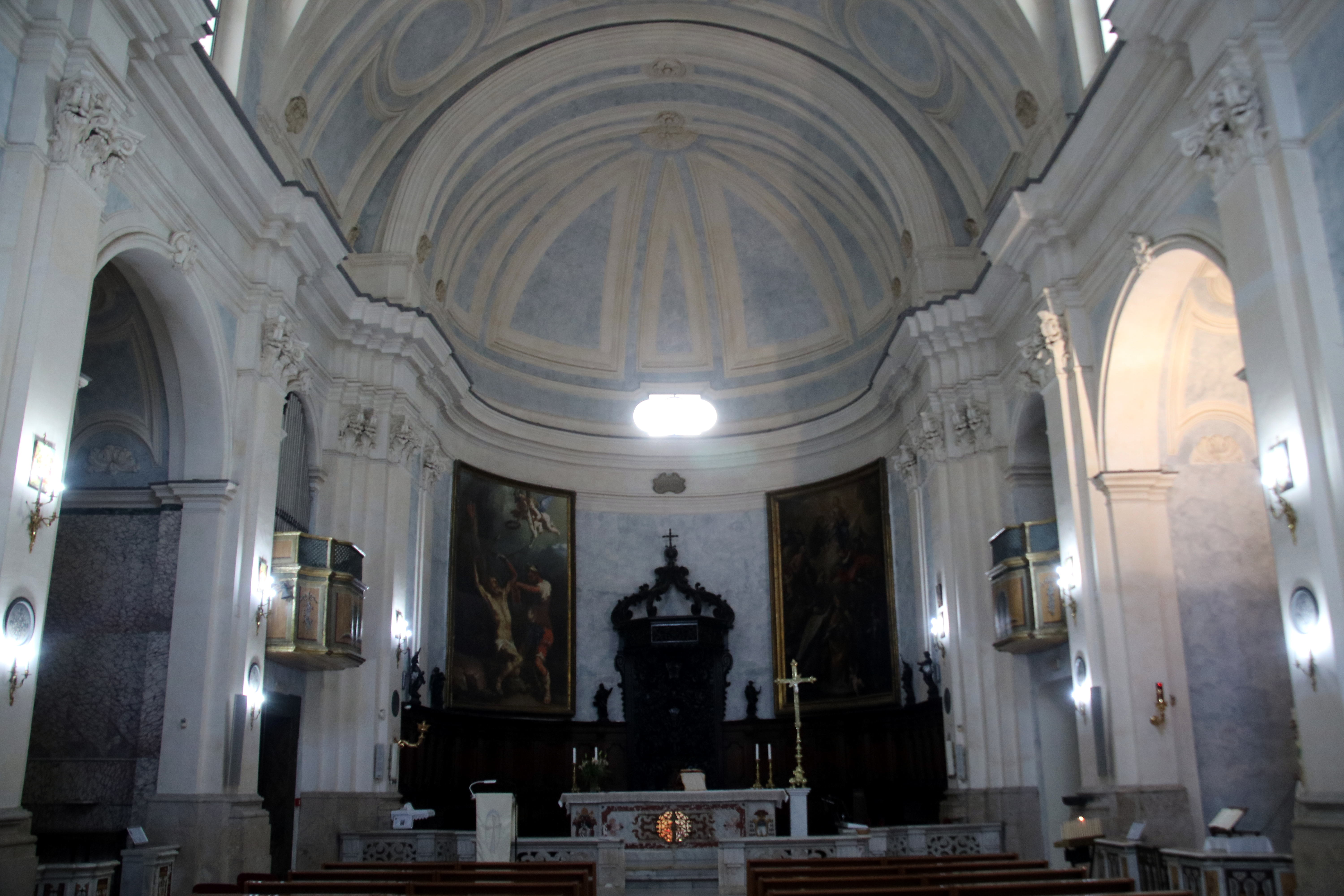
Ábside de la Basílica de San Bartolomé el Apóstol: relicario con los restos del santo.

- Basílica de San Bartolomé el Apóstol: se construyó en el año 839 para albergar los restos de Bartolomé el Apóstol, que habían llegado a la ciudad el año anterior. Se amplió en el siglo XII, pero se derrumbó debido al terremoto de 1688. Posteriormente, se reconstruyó en un lugar diferente al original, en estilo barroco, según un diseño de Filippo Raguzzini; todavía alberga la mayor parte de las reliquias del santo. En el interior, hay interesantes pinturas del siglo XVIII.

## Educación

### Colegios
- Escuelas Primarias: 16 escuelas en diferentes lugares.
- Escuelas Secundarias de I grado: 18 escuelas en diferentes lugares.
- Escuelas Integrales: 7 Institutos en diferentes lugares.

Existen 16 institutos:
- Liceo Clásico "Pietro Giannone"
- Liceo Clásico "Jean-Baptiste de La Salle"
- Liceo Lingüístico "Giuseppina Guacci"
- Liceo Lingüístico "Dante Alighieri"
- Liceo Científico "Gaetano Rummo"
- Liceo Científico "Galileo Galilei"
- Liceo Científico-Tecnológico "Giuseppina Guacci"
- Liceo Científico-Tecnológico "Giuseppe Alberti"
- Liceo de Ciencias Aplicadas "Galileo Galilei"
- Liceo Musical "Giuseppina Guacci"
- Liceo Coréutico "Giuseppina Guacci"
- Liceo Socio Psico Pedagógico "Giuseppina Guacci"
- Liceo de Ciencias Humanas "Giuseppina Guacci"
- Liceo de Ciencias Sociales "Giuseppina Guacci"
- Liceo Artístico "Leonardo Da Vinci"
- Liceo Deportivo "Giuseppe Alberti"

Los Institutos Técnicos son 10:
- Instituto Técnico Industrial "Giambattista Bosco Lucarelli"
- Contabilidad "Giuseppe Alberti"
- Contabilidad "Carlo Cattaneo"
- Administración, Finanza e Marketing "Giuseppe Alberti"
- Turístico "Giuseppe Alberti"
- Químico Biológico "Giuseppe Alberti"
- Instituto Técnico para Peritos "Galileo Galilei"
- Instituto Técnico para Peritos "Giosuè Carducci"
- Instituto Técnico Agrario "Mario Vetrone"
- Instituto Técnico Informático y Telecomunicaciones "Salvatore Rampone"

Existen 6 Institutos Profesionales:
- Instituto Profesional "Marco Polo"
- Instituto Profesional "Luigi Palmieri"
- Instituto Profesional dirigido a Moda "Luigi Palmieri"
- Instituto Profesional de Hostelería y Restauración "Marco Polo"
- Instituto Profesional para Peluqueros "Girolamo Ruscelli"
- Instituto Profesional para Esteticista y Maquilladores "Girolamo Ruscelli"

### Bibliotecas
- La Biblioteca Provincial Antonio Mellusi tiene sede desde 1975 en el Palazzo Terragnoli. Fundada como colección de libros, revistas y documentos de valor histórico, se centró después en los libros de texto didácticos, científicos, sobre el mundo moderno, los bienes culturales en general y en particular los locales. Con la reestructuración de 1999 se ha creado también una sección multimedia;
- La Biblioteca Capitular y la Biblioteca Arzobispal Pacca se encuentra en el palacio arzobispal; conservan una cantidad considerable de documentos históricos desde el Cinquecento en adelante.

Existen otras bibliotecas:
Escolásticas
- Biblioteca del Conservatorio de música;
- Biblioteca del Liceo clásico P. Giannone;
- Biblioteca Michele Orlando, Liceo científico estatal G. Rummo;
- Biblioteca Dante Alighieri, Liceo G. Guacci.

Eclesiásticas
- Biblioteca Le Grazie;
- Biblioteca Pio XI, seminario arzobispal;
- Biblioteca del convento de San Francesco;
- Biblioteca de la iglesia de San Giuseppe Moscati.

De otras instituciones
- Biblioteca del Museo del Sannio;
- Biblioteca del Archivio di Stato;
- Biblioteca de la Camera di Commercio;
- Biblioteca del Centro Raffaele Calabria;
- Biblioteca de la ex Banca sannitica, Villa dei Papi;
- Biblioteca de la Azienda ospedaliera G. Rummo;
- A éstas van añadidas las bibliotecas de la Università del Sannio.

### Universidades

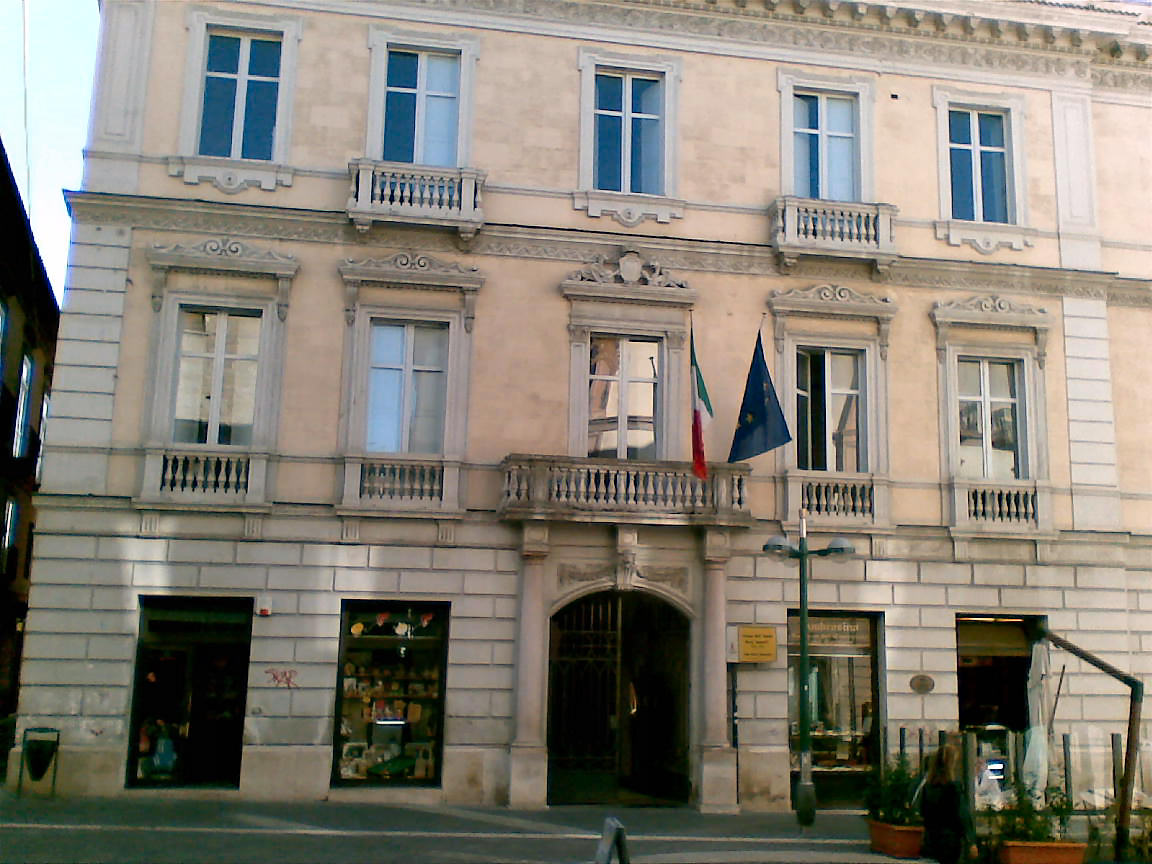
Palazzo dell'Aquila-Bosco Lucarelli, sede de la Presidencia de la Facultad de Ingeniería de la Universidad del Samnio.

- Università degli studi del Sannio: desde 1990 Benevento es sede de la Università degli Studi del Sannio, ubicado en varias instalaciones de la ciudad. La universidad es renombrada sobre todo por la formación en el campo de la informática;
- Università degli Studi Giustino Fortunato: universidad privada de educación a distancia beneventana;
- Centro di Cultura "Raffaele Calabria": este centro cultural, cuya sede es el Palacio Arzobispal, está vinculado a la Università Cattolica del Sacro Cuore;
- Istituto superiore di scienze religiose "Redemptor hominis": institución académica creada por la Congregación para la Educación Católica, que emite títulos de Grado en Ciencias de la Religión que permiten la enseñanza de la religión católica en las escuelas de todos los niveles, además de ofrecer una serie de formas de profundizar la fe secular y religiosa;
- Conservatorio Estatal de Música "Nicola Sala": ubicado en el antiguo palazzo De Simone en la plaza Arechi II;
- En cuanto a la formación profesional, ente histórico de la ciudad es la Scuola La Tecnica.

### Teatros y cines

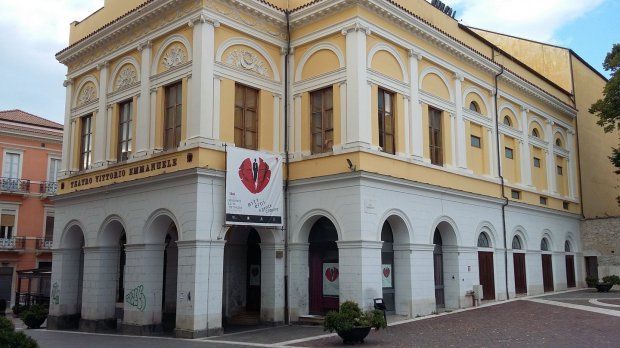
Teatro comunale "Vittorio Emanuele"

- Teatro Comunale Vittorio Emanuele;
- Teatro San Nicola;
- Teatro Calandra;
- Cinema Teatro San Marco;
- Cinema Teatro Massimo;
- Multisala Gaveli;
- Multiplex Torrevillage.

## Eventos
- Benevento Longobarda (durante el mes de junio): serie de recreaciones históricas centradas en la figura del duque Arechis II.
- Beach Volley Cup (mes de junio)
- Ben Torrone: Festival antes de Navidad, celebrada por primera vez a principios de diciembre de 2004, dedicada al dulce símbolo de la tradición culinaria samnita: el turrón. El evento, organizado por la ciudad de Benevento, se lleva a cabo en el centro histórico. La exposición reúne a los mayores productores de turrón es tanto de la región del Sannio como de diversas regiones italianas.

## Deportes

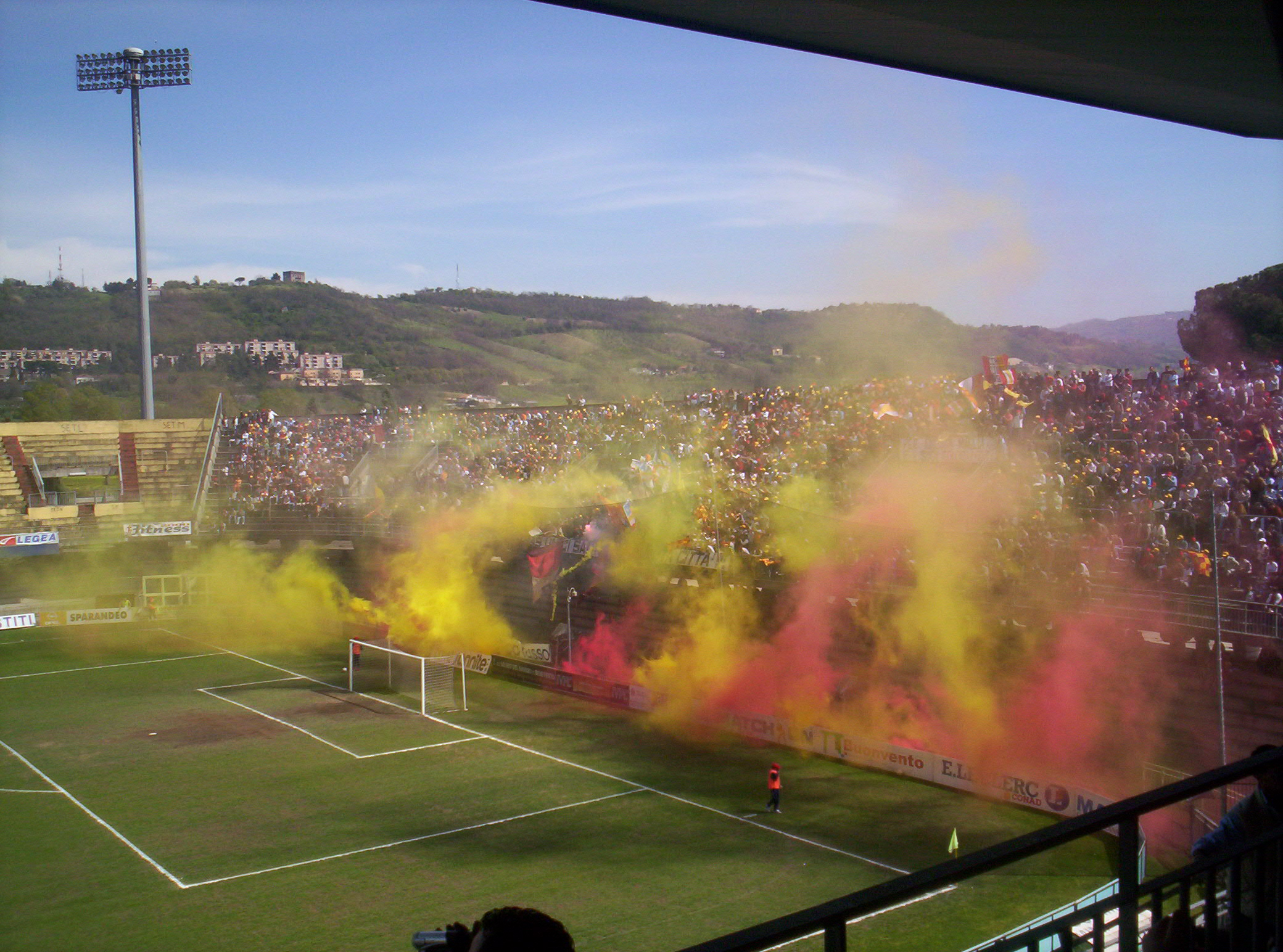
Estadio Ciro Vigorito

La ciudad alberga al club de fútbol Benevento Calcio, que actualmente compite en la Serie C, la tercera división del fútbol italiano. Disputa sus partidos de local en el Estadio Ciro Vigorito.